# Surrain
Surrain – miejscowość i gmina we Francji, w regionie Normandia, w departamencie Calvados.
Według danych na rok 1990 gminę zamieszkiwały 123 osoby, a gęstość zaludnienia wynosiła 17 osób/km² (wśród 1815 gmin Dolnej Normandii Surrain plasuje się na 763. miejscu pod względem liczby ludności, natomiast pod względem powierzchni na miejscu 698.).